# Hilarocassis bordoni
Hilarocassis bordoni es una especie de insecto coleóptero de la familia Chrysomelidae, descrita en 2002 por Borowiec.